# موشاف

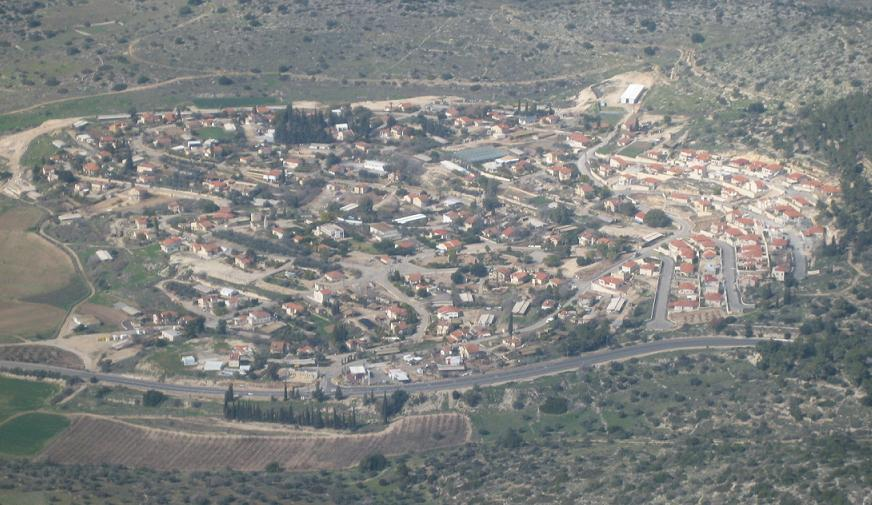
موشاف قرب بيت شيمش

موشاف (بالعبرية: מוֹשָׁב)، مصطلح عبري يشير إلى قرية زراعية تُكَوِنُ فيه الأسر وحدات اقتصادية تدير قطعة الأرض بشكل خاص بها، وتعود ملكية أراضي الموشاف للصندوق القومي اليهودي. وقد أقيم أول موشاف عمالي عام 1921 في شمال مرج ابن عامر.
والموشاف شكل من أشكال الاستيطان المشترك حيث تجسدت بداياته الأولى في فلسطين في عقد العشرينات من القرن الماضي. ويقوم الموشاف على جملة من المبادئ التي تم التأسيس عليها مثل (الأرض تعود للوطن وليس للفرد أو للمجموعة التي تتشكل وتكون الموشاف) عمل مستقل، مساعدة متبادلة بين الأفراد، شراء حاجيات مشتركة تخدم كل سكان الموشاف. وبلغ عدد هذا الشكل من التجمعات في إسرائيل عام (1948) ما عدده (58) موشاف، في حين وصل العدد عام (1965) إلى (365) موشاف أما اليوم فيصل عددها حوالي (450) موشاف يعيش فيها ما يزيد عن (300) ألف شخص يعملون غالبيتهم في القطاع الزراعي والإنتاج الحيواني ومعظمهم تاريخيا من مؤيدي حزب العمل.

## موشاف العمال
أحد أهم أشكال الموشاف هو «موشاف العمال» (بالعبرية: מושב עובדים مُوشَاڤْ عُوڤْدِيمْ) والذي يقوم على أساس حصول كل عائلة على قطعة أرض «تعود للدولة» تديرها بشكل مستقل فكل عائلة تخطط زراعة وإدارة قطعتها الزراعية بشكل مستقل، أما القضايا المشتركة بين أفراد الموشاف فتتمثل في (المساعدة الجماعية في بعض الحالات أو الظروف، تسويق المنتجات، شراء بعض الحاجيات المشتركة للموشاف....إلخ) في حين تؤخذ القرارات المتعلقة بأعمال الموشاف في الاجتماع العام لأعضائه.